# کانوت (هتل)
کانوت (انگلیسی: The Connaught) یک هتل پنج ستاره بسیار لوکس است که در گوشه‌ای از خیابان ماونت در می‌فر لندن واقع شده است. این هتل تحت مالکیت و مدیریت «گروه هتل‌داری میبورن» است.
این هتل در سال ۱۸۱۵ تحت عنوان «هتل شاهزاده زاکسن-کوبرک» با معماری جرجی افتتاح شد. آن ساختمان در سال ۱۸۹۴ به‌کلی تخریب و از نو بازسازی و در ۱۸۹۷ بازگشایی شد. از سال ۱۹۱۷ و در جریان جنگ جهانی اول نام پیشین هتل را که ریشه آلمانی داشت عوض کنند و آن را به افتخار شاهزاده آرتور، دوک کانوت و استراثارن «هتل کانوت» نام دادند. در ماه مارس ۲۰۰۷ این هتل را موقتاً تعطیل کردند تا با سرمایه‌ای ۷۰ میلیون پوندی آن را بازسازی کنند.
آنجلا هارتنت سرآشپز پیشین هتل بود که بعدها جایش را به آشپز مشهور فرانسوی ایلن داروز داد. این رستوران یک بار مشهور به نام «کانوت بار» دارد که توسط «دیوید کالینز» طراحی شد و مدیریت آن به عهدهٔ «آندریاس کورتز» است و از زمان افتتاح آن در سال ۲۰۰۸ میلادی، جوایز متعددی برنده شده است، از جمله آنکه در فهرست ۵۰ بار برتر جهان قرار دارد. این هتل همچنین دارای یک استخر شنا و اسپا به سبک آسیایی است که با مشارکت امان ریزورتس مدیریت می‌شود.
مهمانان مشهور این هتل عبارت بودند از: ادوارد هفتم، شارل دو گل، گریس کلی، سیسیل بیتون، کری گرانت، دیوید نیون، لورن باکال، اریک کلپتون، جک نیکلسون، رالف لورن. این هتل مورد علاقه خاص بازیگر نامدار بریتانیایی سِـر الک گینس بود، که از دهه ۱۹۷۰ تا اندکی پیش از مرگش در سال ۲۰۰۰ اغلب هنگام کار در لندن در کانوت می‌ماند. یک سوئیت همیشه در اختیار او بود و او اغلب از دوستانش در قسمت گریل هتل یا در یک اتاق غذاخوری خصوصی پذیرایی می‌کرد.